# Локомотив (футбольный клуб, Двуречная)
«Локомотив» (укр. Локомотив) — украинский футбольный клуб, представлявший пгт Двуречная Харьковской области. Домашние матчи проводил на стадионе «Локомотив» в городе Купянск.

## История
Клуб был образован в 2006 году, на базе двуречанской любительской команды «Республика», годом ранее шефство над которой взяла Республиканская партия Украины. Создание клуба было связано с членом РПУ и генеральным директором «Укрзализницы», уроженцем Двуречанского района Василием Гладких. Президентом «Локомотива» стал его сын, Олег Гладких. В команду были приглашены игроки с опытом выступлений в Высшей и Первой лигах чемпионата Украины, главным тренером стал Владимир Сериков
Практически сразу после создания клуб заявился в чемпионат Харьковской области. Также команда стала выступать в любительском чемпионате Украины, однако в дебютном сезоне «Локомотив» занял последнее место в своей группе, не выиграв ни одного матча, и во второй этап не прошёл. К лету 2006 года клуб прошёл аттестацию для участия в профессиональных соревнованиях и стартовал во Второй лиге чемпионата Украины. Дебютную игру в профессиональном статусе клуб провёл 31 июля 2006 года, в Донецке, уступив местному «Олимпику» со счётом 1:0. Уже 6 августа, во втором туре чемпионата, команда одержала первую победу, на домашнем стадионе в Купянске одолев краснопольский «Явор», со счётом 2:0. Дебютный гол «железнодорожников» забил Артём Ахрамеев. Однако, вскоре Гладких покинул пост директора Украинских железных дорог, а новое руководство предприятия лишило команду финансирования. Проведя 4 матча в чемпионате и один в Кубке Украины, уже в конце августа 2006 года «Локомотив» прекратил существование, результаты игр с его участием были аннулированы.